# Guillermo Betancourt Scull
Guillermo Betancourt Scull   (19 de juliol de 1963) és un tirador d'esgrima cubà, ja retirat, especialista en floret, guanyador d'una medalla olímpica.
El 1980 va prendre part en els Jocs Olímpics d'Estiu de Moscou, on va disputar quatre proves del programa d'esgrima, les dues del programa de floret i les dues d'espasa. Destaca la setena posició final aconseguida en la prova del floret per equips, mentre en les altres tres aconseguí posicions més endarrerides. El 1992, als Jocs de Barcelona, va disputar dues proves del programa d'esgrima. En la prova del floret per equips va guanyar la medalla de plata, mentre en la del floret individual fou setè.
En el seu palmarès també destaquen una medalla d'or en el Campionat del Món d'esgrima de 1991; quatre medalles d'or en els Jocs Panamericans de 1987 i 1991; dues medalles d'or i una de bronze en les Universíades de 1981, 1987 i 1989; i una medalla d'or i una de plata en els Jocs Centreamericans i del Carib de 1986.